# 바바라 헤일

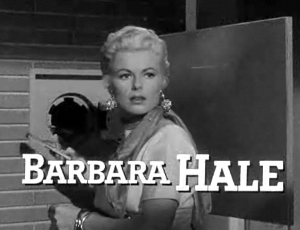

바버라 헤일(Barbara Hale, 1922년 4월 18일 ~ 2017년 1월 26일)는 미국의 배우이다.
디캘브에서 태어났으며 셔먼오크스에서 사망하였다. 포리스트 론 메모리얼 파크에 매장되었다.

## 방송
- 페리 메이슨

## 영화
- 페리 메이슨 - 페이틀 패션의 사건 (1991년)
- 페리 메이슨 - 글래스 코핀의 사건 (1991년)
- 빅 웬즈데이 (1978년)
- 거대 거미의 습격 (1975년)
- 에어포트 (1970년)
- 벅스킨 (1968년)
- 페리 메이슨 (1957년)
- 디즈니랜드 (1954년) - 미시즈 핸슨 역
- 세미놀 (1953년)
- 크레이 피전 (1949년)
- 윈도우 (1949년)
- 졸슨 스토리 2 (1949년)
- 녹색 머리의 소년 (1948년)
- 일곱 번째 희생자 (1943년)
- 하이어 앤 하이어 (1943년)
- 어라운드 더 월드 (1943년)